# ジブリッシュ
ジブリッシュ (英語: Gibberish; アメリカ英語発音: [dʒíb(ə)rɪʃ]; イギリス英語発音: [ˈdʒɪb.ɜː(ɹ).ɪʃ]) は、意味のない言葉を口に出すこと。これには、実際の単語や言語ゲームではない音声や、部外者には無意味に見える特殊な専門用語が含まれる場合がある。
口から出まかせ（でたらめ）に、意味のない音を発することを指す。語源は諸説あるが、はっきりとした答えはわかっていない。また、瞑想法として使われる場合はジベリッシュ（ジベリッシュ瞑想）と呼ばれることが多いが、これは英語のGibberishをどう発音したかの違いで、元を辿ればどちらも同じGibberishからきている。
関連する単語jibber-jabberは、理解しにくい迅速な会話を指す。

## 語源
「gibberish」の語源は不明であるが、16世紀初頭には英語に見られていた。 一般的には「jabber」や「gibber」といった言葉と同様、話し言葉から派生した擬音語だと考えられている。
また、「gibberish」はロマ語で「言葉」あるいは「舌」を意味する「jib」から派生した可能性も指摘されている。非ロマ語話者にとっては、ロマ語は英語に意味のない単語が挟まったように聞こえることがある。
18世紀の学者サミュエル・ジョンソンは、『英語辞典』において、「gibberish」という語は「錬金術師ゲーバル（Geber）およびその一族を表す業界用語から派生したものだろう」と述べた。この説では、「gibberish」は8世紀の錬金術師ジャービル・イブン・ハイヤーンの名前がラテン語に転化したゲーバルに由来するとされる。ただし、この説は1818年以降の辞典編集者たちによって否定されている。
また、否定された説として、アイルランド語の「gob」または「gab」（いずれも「口」の意）、「geab ar ais」（「言い返す」「口答え」）に由来するという説も存在した。geab ar aisをgibberishの語源とする説を提唱したダニエル・キャシディは、その研究について言語学者や学者から批判されている。geab ar aisというフレーズはアイルランド語には存在せず、「gibberish」は、アイルランド語では借用語の「gibiris」として存在している。

## 主な用途
ジブリッシュは、言葉の音やリズムを重要視し、言葉の意味から半ば強制的に離れることができる手法といえる。人間の脳は、常に自動思考する習性があり、時にそれは雑念ともいわれる。この勝手に湧いてくる雑念から離れ、無の状態に近づける、今ここを生きることを助けるのがジブリッシュの大きな特徴である。この特徴があるからこそ活用されてきた分野が主に３つある。演劇、瞑想法、ラフターヨガである。

### 演劇
演劇の世界では、感情表現を豊かにするトレーニング手法としてジブリッシュが使われてきた。豊かな表現力を身につけることにつながると言われ、広く活用されている。

### 瞑想
思考（マインド）を静かにすることができるという点で、瞑想法の一つとして使われてきた。 インドで生まれた瞑想指導者のOSHOが、「ジべリッシュ瞑想」を提唱し、世界中に普及されている。 この場合、ジべリッシュを通じて誰かとコミュニケーションをとるということはしない。　

### ラフターヨガ
ジブリッシュで会話をすると、思考が休まり、自然と笑いが起きやすくなるため、一部で取り入れられている。 子どもが意味もなく笑うのはそのためで、ジブリッシュが子ども心に還る手助けとなっている。
ところが、近年になって、ジブリッシュの活用の範囲は上記に留まらくなっている。自己実現、ストレス解消、メンタルヘルス、トラウマ治療、コミュニケーション力のトレーニング、組織のコミュニケーション活性、認知症の緩和ケア、介護技術としての活用、発達障害児のケアなど多岐にわたる。

## 参考
- 『緊張をとる』 伊藤丈恭著　（ISBN：4875864477）
- 『即興術 シアターゲームによる俳優トレーニング』（ISBN：4-624-70086-4）
- 『笑いが脳卒中患者を助ける』（ISBN：978-4-938137-29-8）